# Лодійський мир (1454)
Лодійський мир (італ. Pace di Lodi) або Лодійський договір — мирна угода, яка поклала край Ломбардським війнам між Венеційською республікою та Міланським герцогством, підписана у місті Лоді 9 квітня 1454 року.
Історична значущість договору полягає в тому, що він гарантував італійському півострову 40 років стабільного миру, що, сприяло мистецькому та літературному розквіту Доби Відродження.

## Політичні передумови
Протистояння між Венецією та Міланом в Північній Італії тривало з початку кватроченто (XV ст.).
Венеційська республіка після невдалої боротьби проти Генуї за контроль над торгівлею зі Сходом, кульмінацією якої стала катастрофічна Війна за Кіоджу (1378—1381), знову звернула увагу на материк, прагнучи нав'язати свою владу усім сусіднім італійським державам. На противагу експансіоністським цілям Венеції, Міланське герцогство після періоду невизначеності після смерті Джованні Галеаццо Вісконті змогло відновити єдність і енергію під керівництвом Філіпа Марії Вісконті.
Вирішальне зіткнення між двома державами відбулося в Маклодіо в 1427 році: Венеція, підтримана Флоренцією, яка сподівалася на обмеження влади свого сусіда Вісконті, вийшла переможцем лише завдяки діям кондотьєра Франческо ді Буссоне.
Венеційська перемога, яка дала Серенісімі володіння територіями до річки Адда, не поклала край протистоянню між двома державами, яке тривало до кінця 1454 року.
Після смерті міланського герцога Філіппо Марії Вісконті в 1447 році в Мілані була проголошена Золота Амброзіанська республіка. Правителі вирішили довірити захист новонародженої держави Франческо I Сфорца. Останній через три роки проголосив себе герцогом Мілана. Фактично, протягом деякого часу Венеція не полишала своїх амбіцій щодо експансії в Ломбардію і таким чином уклала проти Франческо Сфорца союз з Альфонсом V Арагонським, королем Неаполя, та імператором Фрідріхом III Габсбургом. Але падіння Константинополя в 1453 році поставило під загрозу безпеку венеційських володінь в Егейському морі, тому Серенісіма вирішила покласти край війнам на материку і зосередитись на протистоянні з Османською імперією на морі.

## Договір

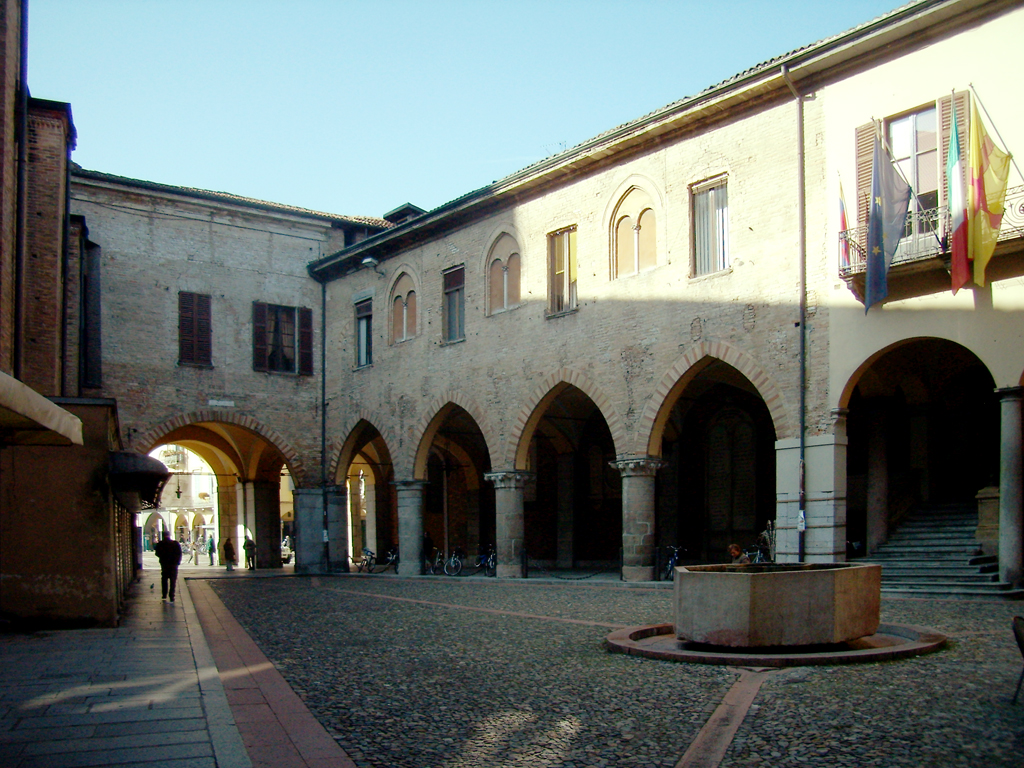
Палац Бролетто, місце, де було підписано договір.

Венеція і Мілан уклали остаточний мир 9 квітня 1454 року в Палаці Бролетто, резиденції Франческо Сфорца в Лоді. Венеційськими підписантами були Сімоне да Камеріно та Паоло Барбо. Договір по черзі ратифікували наймогутніші італійські держави, насамперед Флорентійська республіка, яка на той час перейшла до міланського табору завдяки давнім стосункам між Козімо Медічі та Франческо Сфорца.
Франческо Сфорца та Козімо Медічі організували те, що можна вважати першою великою сучасною мирною конференцією. Північна Італія на той час була практично поділена між двома ворожими державами — Венецією і Міланом (Флоренція була трохи південніше), оточених декількома меншими державами (Савойське герцогство, Генуезька республіка, Мантуанський маркізат з Гонзагами, Монферратський маркізат з Палеологами та Феррарське та Моденське герцогства родини Есте). Основними положеннями цього договору було підтвердження успадкування Міланського герцогства Франческо Сфорца, переміщення кордону між Венецією і Міланом на захід до річки Адда, встановлення прикордонних знаків уздовж усієї демаркаційної лінії (деякі хрести, висічені в скелі, все ще збереглися) та початок союзу італійських держав, який завершився створенням 30 серпня 1454 року Італійської ліги. Землі на півдні від озера Гарда — Азола, Лонато і Песк'єра потрапили під владу Венеційської республіки, що засмутило володарів Мантуанського маркізату з роду Гонзаг, які завжди претендували на ці міста.

## Значення

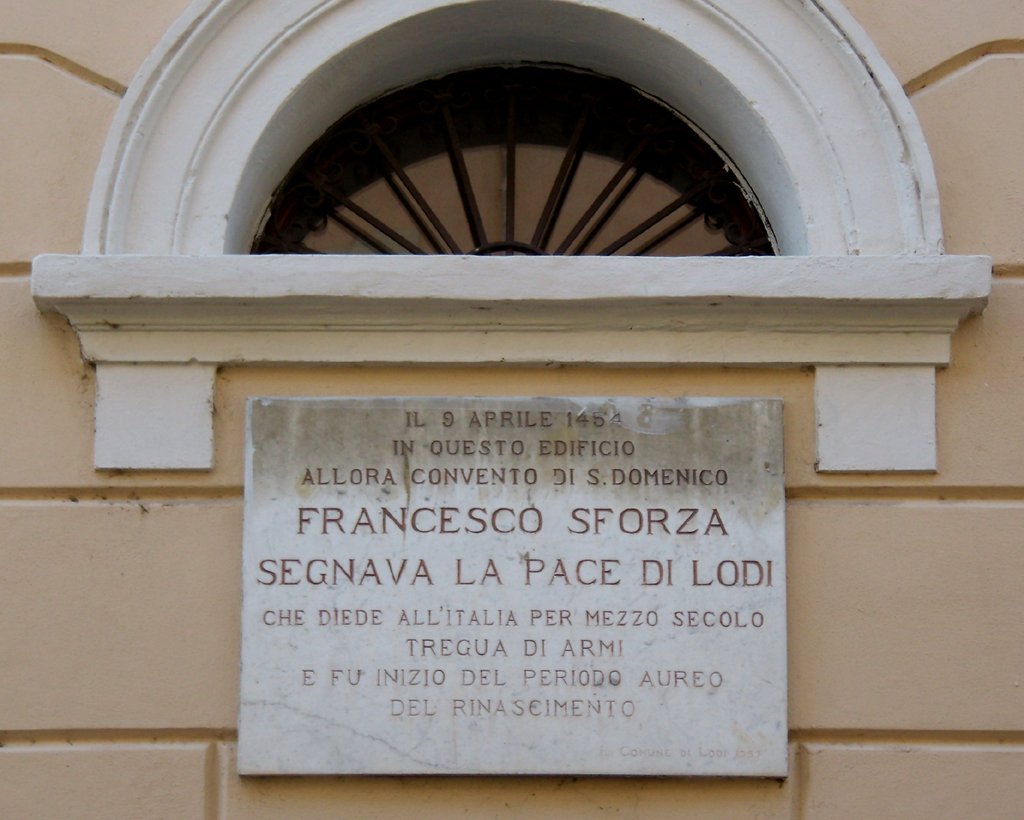
Пам'ятна дошка, розташована в колишньому монастирі Сан-Доменіко в Лоді

Після укладення договору Північна Італія була практично поділена між двома державами, незважаючи на те, що зберігалися деякі інші сили: Савойський дім, Генуезька республіка, дім Гонзага та дім Есте. Історичне значення Лодійського договору полягає в тому, що півостров отримав нову політико-інституційну структуру, яка, обмежуючи конкретні амбіції різних держав, забезпечила баланс сил на 40 років і розвиток Доби Відродження.
Деякі вчені стверджували, що після століття війн в Північній Італії договір забезпечив протовестфальську модель системи між містами та державами (на відміну від системи національних держав). Договір мав на меті тимчасово інституціоналізувати регіональний баланс сил, у якому відверта війна поступилася місцем дипломатії.
У другій половині XV століття гарантом цієї політичної рівноваги став Лоренцо Медічі, що здійснював свою відому «політику рівноваги».

## Подальше читання
- Arrighi, Giovanni (1994), The Long Twentieth Century, Verso, ISBN 1-85984-015-9

- Mattingly, Garrett (1955), Renaissance Diplomacy, Cosimo Classics (опубліковано 2010), ISBN 1-61640-267-9